# Louis Guilloux
Louis Guilloux, född 15 januari 1899, död 14 oktober 1980, var en fransk författare.
Louis Guilloux var född i Bretagne och studerade i Rouen. I sina första romaner, La maison du peuple (1927) och Le dossier confidentiel (1930) som han skrev i anslutning till "populismen", en utlöpare av naturalismen, hämtade han sina motiv från Bretagne. en mera psykologisk inriktning kännetecknade romanerna Hyménée (1932), som skildrar motsättningarna i ett äktenskap, och Le sang noir (1935), en ingående teckning av livet i en fransk landsortsstad under första världskriget med generationsmotsättningen som huvudtema. Guilloux, som var socialist, deltog under början av andra världskriget i arbetet för de spanska flyktingarna i Frankrike. 1942 utgav Guilloux romanen Le pain des rèves.